# Supertramp (album)
Albums de Supertramp
Indelibly Stamped
(1971)
Supertramp est le premier album studio du groupe rock britannique éponyme, sorti en 1970.
Suivant l'exemple des groupes Spooky Tooth et Traffic, le groupe enregistre cet album de nuit uniquement et le produit lui-même. Il ne connaît pas le succès commercial à sa sortie, mais quelques années plus tard, le succès du groupe allant en grandissant, 1 500 000 exemplaires se sont vendus[réf. nécessaire]. Il n'est édité aux États-Unis qu'en 1977, et atteint alors la 178e position du Billboard 200. Le guitariste et chanteur Richard Palmer se fera connaitre plus tard en remplaçant le poète Peter Sinfield au sein de King Crimson.
La chanson Surely a été reprise dans la compilation Retrospectacle - The Supertramp Anthology.

## Historique et enregistrement
Toutes les paroles de l'album sont écrites par Richard Palmer, car aucun des autres membres du groupe n'était prêt à en écrire. Palmer lui-même a déclaré plus tard qu'il considérait écrire des paroles « comme un travail scolaire » à l'époque. La musique est composée par Rick Davies et Roger Hodgson.
L'album est enregistré lors de sessions nocturnes de minuit à 6 heures, en raison d'une décision du groupe ayant appris que Traffic et Spooky Tooth enregistraient à des heures tardives, et qu'il y a de la « magie » à enregistrer la nuit. 
Hodgson racontera plus tard : « Invariablement, notre ingénieur, Robin Black, s'endormait au milieu des séances qui étaient assez intenses, parce que nous nous sommes beaucoup battus avec Richard Palmer.» Il aimait le résultat final cependant et a commenté plus d'une décennie plus tard que «C'était très naïf, mais il a une bonne vibration». 
Comme les chansons du troisième album de Supertramp, Crime of the Century (1974), seront ajoutées aux pièces jouées en concerts, celles des deux premiers seront rapidement définitivement abandonnées. Les deux exceptions pour le premier album sont Home Again et Surely, qui sont parfois jouées pendant les rappels pendant plusieurs années après. Surely est également été incluse sur quelques-uns des CD de compilation du groupe et est un favori de la formation britannique en hommage à Supertramp, Logical Tramp.
À noter que les chansons de cet album, y compris Words Unspoken et I Am Not Like Other Birds of Prey, sont utilisées dans la bande-son du film britannique Extremes de Anthony Klinger et Michael Lytton sorti en 1971, avec la musique d'autres groupes.

## Réception et critiques
La réponse des critiques à l'album est généralement positive, avec entre autres un avis de Judith Simons dans Daily Express : « Ce premier album d'un groupe de poètes musiciens prometteurs est plus mélodique que la plupart des disques qui passent sous le label " pop progressif" ». Malgré cela, l'album est un échec commercial.
Dans sa critique rétrospective, Allmusic déclare que l'album est « inondé de prétentieux méandres instrumentaux, avec une plus grande attention accordée aux claviers et aux guitares qu'à l'écriture et à l'effusion générale de la musique ». Cependant, ils admettent que « le mélange d'ardeur et de subtilité de l'album était séduisant ». 

## Pochette
La pochette de l’album représente une fleur de couleur rose et orange sur fond noir. Un dessin de visage féminin, constitué des lèvres, du nez et des yeux, est enclos au centre de la rose. Sous la rose on distingue la tige qui devient le cou. Au-dessus de la rose est écrit, en lettres capitales blanches, le nom « Supertramp ».

## Titres
Toutes les chansons sont écrites par Richard Palmer, Rick Davies et Roger Hodgson. Elles sont, pour la plupart, chantées par Roger Hodgson, sauf lorsque ce dernier et Richard Palmer se partagent le chant sur (5, 9) ou que  Davies et Hodgson en font autant sur (7, 8). 

### Face 1
1. Surely – 0:31 - Chant : Roger Hodgson
2. It's a Long Road – 5:34 - Chant : Roger Hodgson
3. Aubade / And I Am Not Like Other Birds of Prey – 5:17 - Chant : Roger Hodgson
4. Words Unspoken – 3:59 - Chant : Roger Hodgson
5. Maybe I'm a Beggar – 6:43 - Chant : Richard Palmer et Roger Hodgson
6. Home Again – 1:14 - Chant : Roger Hodgson

### Face 2
1. Nothing to Show – 4:53 - Chant : Roger Hodgson et Rick Davies
2. Shadow Song – 4:24 - Chant : Rick Davies et Roger Hodgson
3. Try Again – 12:02 - Chant : Roger Hodgson et Richard Palmer
4. Surely (reprise) – 3:09 - Chant : Roger Hodgson

## Musiciens
Selon le livret inclus avec le CD :
- Rick Davies : orgue (2-5, 7-10), piano (1, 7, 8, 10) piano électrique (2, 7, 9), harmonica (2), chant (7, 8), chœurs
- Roger Hodgson : chant (1-10), chœurs, basse, guitare acoustique (1, 6, 10), violoncelle (3, 4), flageolet (5, 8, 9)
- Richard Palmer : chant (5, 9), chœurs, guitare acoustique et électrique, balalaïka (4)
- Robert Millar : batterie, percussions